# Dowagiac
Dowagiac es una ciudad ubicada en el condado de Cass en el estado estadounidense de Míchigan. En el Censo de 2010 tenía una población de 5879 habitantes y una densidad poblacional de 499,65 personas por km².

## Geografía
Dowagiac se encuentra ubicada en las coordenadas 41°59′0″N 86°6′46″O / 41.98333, -86.11278. Según la Oficina del Censo de los Estados Unidos, Dowagiac tiene una superficie total de 11.77 km², de la cual 11.56 km² corresponden a tierra firme y (1.74%) 0.2 km² es agua.

## Demografía
Según el censo de 2010, había 5879 personas residiendo en Dowagiac. La densidad de población era de 499,65 hab./km². De los 5879 habitantes, Dowagiac estaba compuesto por el 73.5% blancos, el 14.25% eran afroamericanos, el 2.96% eran amerindios, el 0.78% eran asiáticos, el 0.02% eran isleños del Pacífico, el 2.36% eran de otras razas y el 6.12% pertenecían a dos o más razas. Del total de la población el 5.43% eran hispanos o latinos de cualquier raza.